# سيباستيان أوسترلوه
سيباستيان أوسترلوه (بالألمانية: Sebastian Osterloh)‏ هو لاعب هوكي الجليد ألماني، ولد في 20 فبراير 1983 في كاوفبويرن في ألمانيا.

## وصلات خارجية
- سيباستيان أوسترلوه على موقع EliteProspects.com (الإنجليزية)
- سيباستيان أوسترلوه على موقع Eurohockey.com (الإنجليزية)
- سيباستيان أوسترلوه على موقع HockeyDB.com (الإنجليزية)